# Juliomys
A Juliomys az emlősök (Mammalia) osztályának rágcsálók (Rodentia) rendjébe, ezen belül a hörcsögfélék (Cricetidae) családjába tartozó nem.

## Rendszerezés
A nembe az alábbi 4 faj tartozik:
- †Juliomys anoblepas (Winge, 1887)
- Juliomys ossitenuis Costa, Pavan, Leite & Fagundes, 2007
- Juliomys pictipes Osgood, 1933 - típusfaj
- Juliomys rimofrons Oliveira & Bonvicino, 2002